# ماريانو بابتيستا
ماريانو بابتيستا كاسيرتا (الإسبانية Mariano Baptista Caserta) سياسي بوليفي وكان يشغل منصب رئيس الجمهورية في الفترة ما بين 11 آب من عام 1892 إلى 19 آب من عام 1896 ولد ماريانو بابتيستا في 16 تموز / يوليو من سنة 1832 في مدينة كوتشابامبا وكان باتيستا عضوا في حزب المحافظين. في إثناء فترة حكمه الممتدة ما بين عامي 1892 - 1896 وقع باتيستا عدة اتفاقيات حدودية مع الدول المحيطة ببوليفيا حيث وقع معاهدة ترسيم الحدود مع كل من الأرجنتين (بونا دي اتاكاما), الباراغواي (شاكو شمالية) ومع كل من البرازيل والبيرو (الحدود الثلاثية). وقع باتيستا اتفاقية ترسيم حدود مع تشيلي في 18 أيار من سنة 1895 التي تعترف بالسيادة على التشيلي في مدينة أنتوفاجاستا كانت هذه المعاهدة ذات الطابع المؤقت لحين وصول من معاهدة 1904. تقاعد ماريانو باتيستا الحياة السياسية بعد مغادرته منصب رئاسة الجمهورية وتوفي في يوم 19 أذار / مارس من سنة 1907 في مدينة كوتشابامبا

## روابط خارجية
- ماريانو بابتيستا على موقع الموسوعة البريطانية (الإنجليزية)